# Andrea Favilli
Ne doit pas être confondu avec Andrea Favilli (sculpteur).
Andrea Favilli, né le 17 mai 1997 à Pise en Toscane, est un footballeur italien, qui évolue au poste d'avant-centre à l'US Avellino.

## Biographie

### En club
Tout d'abord formé par le Livourne Calcio, un des clubs de sa région natale, Favilli rejoint en 2015 l'équipe des jeunes du grand club du nord du pays, la Juventus.
Le 7 février 2016, il dispute son premier mach professionnel lors d'un succès 2-0 à l'extérieur sur Frosinone (remplaçant Álvaro Morata à la 93e minute).

## Palmarès
- Juventus
  - Champion d'Italie en 2016